# Raphaël Ier Bidawid
Raphaël Ier Bidawid (arabe : مار روفائيل الاول بيداويد), né à Mossoul dans le Royaume d'Irak en 1922 et mort à Beyrouth au Liban le 7 juillet 2003, est patriarche de Babylone des Chaldéens de 1989 à 2003.

## Biographie
Il entre à 11 ans au petit séminaire de la ville avant de partir trois ans plus tard étudier la philosophie et la théologie à Rome. Docteur dans ces deux disciplines, il est ordonné prêtre en 1944. Il retourne à Mossoul en 1947 pour y prendre la direction du séminaire, où il enseigne le français et la théologie morale.
En 1956, il est nommé vicaire patriarcal pour le diocèse de Kirkouk, puis évêque d’Amadya un an plus tard. Il est à l’époque le plus jeune évêque du monde. Il est transféré au diocèse de Beyrouth en 1966.
À la suite du décès de Paulus II Cheikho en avril 1989, les évêques chaldéens ouvrent leur synode des évêques le 5 mai de la même année, et Raphaël Ier Bidawid est élu patriarche le 21 mai. La cérémonie de prise de possession attire plus de 10 000 fidèles le 29 mai. Il reçoit le pallium à Rome des mains de Jean-Paul II le 9 novembre.
Le 29 novembre 1996, le patriarche Mar Raphaël Bidawid et le patriarche Mar Dinkha IV de l'Église apostolique assyrienne d'Orient ont signé une liste de propositions communes dans le but de parvenir au rétablissement de la pleine unité ecclésiale entre les deux héritières historiques de l'antique Église de l'Orient. Le 15 août 1997, les synodes des évêques des deux Églises ont approuvé ce programme et l'ont confirmé par un « décret synodal conjoint ». Les deux patriarches ont approuvé, avec l'appui de leurs synodes respectifs, une nouvelle série d'initiatives visant à promouvoir le rétablissement progressif de leur unité ecclésiale.
Souffrant, il choisit de résider au Liban, où il décède à l'hôpital de Beyrouth le 7 juillet 2003.